# Português Língua Estrangeira (PLE)
O Português Língua Estrangeira (PLE) remete-nos para o fenómeno de ensino-aprendizagem de português a "cidadãos estrangeiros", ou seja, nacionais de países que não integrem a Comunidade dos Países de Língua Portuguesa. O português ensinado a falantes nativos doutras línguas no espaço lusófono, onde o português tem o estatuto de língua oficial, denomina-se Português Língua Segunda (PLS).
A aprendizagem de PLS ocorre, geralmente, em contexto de imersão, já que o público-alvo se encontra num país lusofalante, estando, portanto, em contacto direto com falantes nativos (no local de trabalho e/ou estudo, no supermercado, no coração da cidade, etc.), tendo oportunidade de observar a sinalização rodoviária, os letreiros de lojas, entre outros. Poderá existir, também, ensino formal em contexto de sala de aula.
A título de exemplo, um chinês que se encontre a aprender português numa instituição da China continental, aprende PLE (na China continental, a língua oficial é o mandarim, e não o português). Se se encontrar em Cabo Verde, aprende PLS (em Cabo Verde, a língua oficial é o português). Um falante nativo de crioulo cabo-verdiano também fala PLS.
Como não há regra sem exceção, têm sido oferecidos Cursos de Português Língua Estrangeira (sic) em instituições de ensino superior em Portugal, onde PLS é mais usado relativamente aos PALOP e a Timor-Leste. Para o corpo docente da área em Portugal, o aprendente chinês em Cabo Verde (suprarreferido) fala PLE, e os cabo-verdianos, PLS. No entanto, um país subdesenvolvido como Cabo Verde integraria o estudante chinês numa turma de cabo-verdianos, logo seria PLS. 
Todavia, a cisão PLE/PLS é considerada redutora por alguns académicos da área da Linguística Aplicada, sobretudo do Brasil, que optam por outra terminologia. Por exemplo, há peritos neste campo que usam a expressão "língua adicional" para se referirem a qualquer língua aprendida além da sua (ou das suas, no caso dos bilingues/trilingues).
Fala-se, outrossim, em Português Língua de Herança (PLH), isto é, o português falado por descendentes de emigrantes portugueses, por exemplo. A diáspora portuguesa nos Estados Unidos, na África do Sul e em vários países da Europa (Alemanha, França, Inglaterra, Luxemburgo, etc.) tem o ensino da língua portuguesa ao nível da escolaridade obrigatória e a nível superior assegurado pelos respetivos países de residência e pelo Estado Português, através do Camões — Instituto da Cooperação e da Língua. A instituição homóloga no Brasil é o Itamaraty, com leitorados em diversos países.
Apesar da sua extensão territorial e da densidade populacional que o caracteriza, o trabalho realizado pelo Brasil no tocante ao ensino de português em escolas no estrangeiro é praticamente inexistente.
As entidades responsáveis pela certificação de proficiência linguística são: em Portugal, o Centro de Avaliação de Português Língua Estrangeira da Universidade de Lisboa (exames CAPLE) e, no Brasil, o Instituto Nacional de Estudos e Pesquisas Educacionais, com o apoio do Ministério da Educação (certificados CELPE-Bras).
Em tempos hodiernos, aposta-se no ensino de PLE adaptado à vida real e desenhado à medida das necessidades dos aprendentes no contexto social em que estão inseridos, havendo, por isso, cursos para fins específicos (Português Jurídico, Português Comercial, etc.).
Pretende-se, também, que a sala de aula tenha um ambiente criativo e interativo, adotando-se uma metodologia de ensino eclética, que combina elementos da abordagem comunicativa e dos métodos tradicionais. 
Eis alguns exemplos de atividades lúdicas desenvolvidas nas aulas de PLE: debates, peças de teatro (ou "role-plays", pequenas dramatizações), recitais de poesia, trava-línguas, linguagem gestual, jogos (gamificação), canto coral, etc.